# Shinagawa-juku

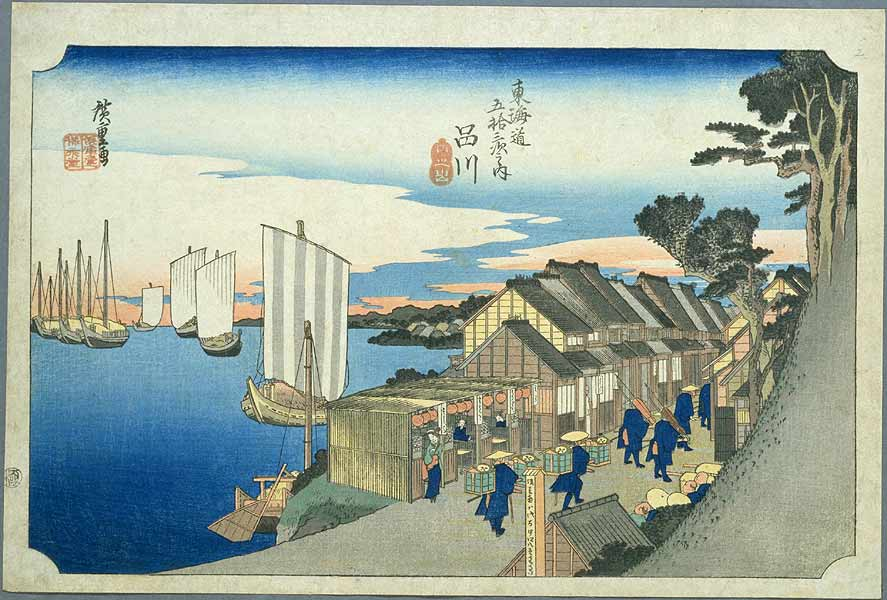
Shinagawa-juku dans les années 1830, estampe de Hiroshige de la série Les Cinquante-trois Stations du Tōkaidō

Shinagawa-shuku (品川宿, Shinagawa-shuku) était la première des cinquante-trois stations du Tōkaidō. Elle est située à Shinagawa, préfecture de Tokyo. Avec Itabashi-shuku (Nakasendō), Naitō Shinjuku (Kōshū Kaidō), Senju-shuku (Nikkō Kaidō et Ōshū Kaidō), c'était une des quatre stations d'Edo (江戸四宿, Edo shishuku). Elle se trouvait dans la zone portuaire de Shinagawa près de la gare de Shinagawa.